# محوطه ده گنده
محوطه ده گنده مربوط به دوران‌های تاریخی پس از اسلام است و در شهرستان کهگیلویه، روستای رود ریش واقع شده و این اثر در تاریخ ۲۴ فروردین ۱۳۸۲ با شمارهٔ ثبت ۸۳۱۵ به‌عنوان یکی از آثار ملی ایران به ثبت رسیده است.